# Карташов, Владимир Петрович
Владимир Петрович Карташов (3 мая 1941, Саранск — июнь 1998) — российский политический деятель, депутат Государственной Думы ФС РФ первого созыва (1993—1995).

## Биография
В 1970 году получил среднее техническое образование в Саранском техникуме электронных приборов. Работал на Саранском электроламповом заводе объединения «Лисма» наладчиком.
В 1993 году был избран депутатом Государственной думы Федерального Собрания Российской Федерации первого созыва от Мордовского одномандатного избирательного округа № 20. В Государственной думе был членом комитета по промышленности, строительству, транспорту и энергетике, входил во фракцию Коммунистической партии Российской Федерации.
Был членом Центрального Комитета КПРФ. Умер в 1998 году.